# Бар, Герман
Ге́рман Бар (нем. Hermann Bahr; 19 июля 1863[…], Линц, эрцгерцогство Австрия над Энсом[…] — 15 января 1934[…], Мюнхен[…]) — австрийский писатель, драматург, режиссёр и критик.

## Биография
Герман Бар родился и вырос в Линце, изучал философию, право, экономику и филологию в Вене, Черновцах и Берлине. Во время длительного пребывания в Париже обнаружил в себе интерес к искусству и литературе. Бар работал критиком сначала в Берлине, затем в Вене.
С 1906 по 1907 год вместе с Максом Рейнхардтом работал режиссёром в Германском театре в Берлине, а в 1918 году — драматургом в Бургтеатре в Вене. Позднее он устроился корректором в немецкое издательство S. Fischer Verlag, где познакомился с Арно Хольцем.
Инициатор общественно-литературного движения «Молодая Вена», Бар был активным членом австрийского авангарда, писал критику и импрессионистские пьесы, издал несколько романов и повестей. Опубликовал автобиографию (Автопортрет, 1923).
Был женат на выдающейся певице Анне фон Мильденбург.
Изображен на австрийской почтовой марке 1963 года.

## Пьесы
- 1887 — Новые люди / Die neuen Menschen
- 1891 — Мать / Die Mutter
- 1897 — Чаперль / Das Tschaperl
- 1900 — Венка / Wienerinnen
- 1900 — Францль / Der Franzl
- 1902 — Der Krampus
- 1904 — Мастер / Der Meister
- 1907 — Карусель / Ringelspiel
- 1909 — Концерт / Das Konzert
- 1911 — Дети / Die Kinder
- 1912 — Принцип / Das Prinzip
- 1914 — Сутяжник / Der Querulant